# Tycomarptes gelladarum
Tycomarptes gelladarum är en fjärilsart som beskrevs av Pierre Claude Rougeot och François Louis Nompar de Caumont de Laporte 1983. Tycomarptes gelladarum ingår i släktet Tycomarptes och familjen nattflyn. Inga underarter finns listade i Catalogue of Life.